# Bert Carpelan (militär)

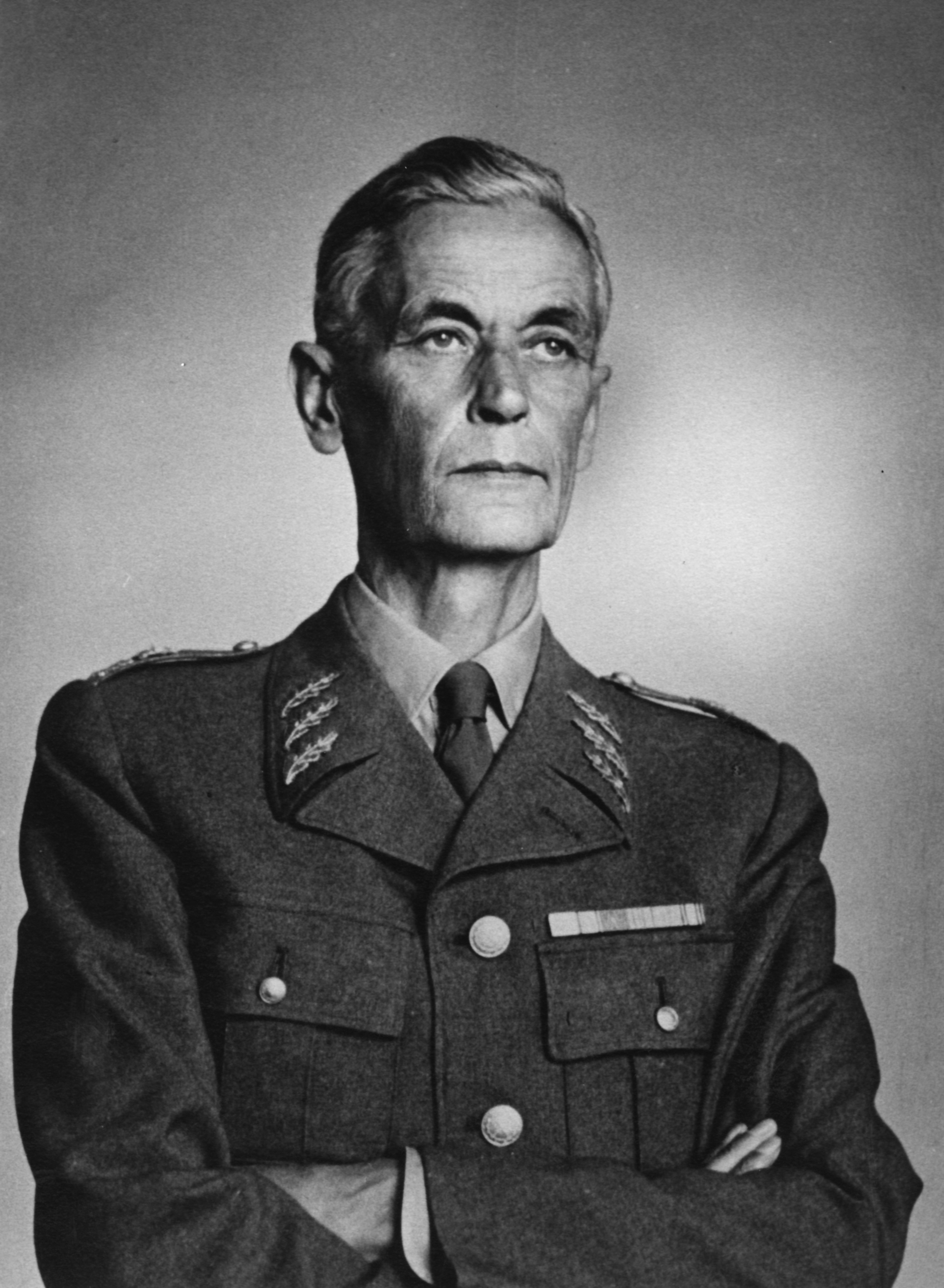
Bert Carpelan, omkring 1961.

Ivar Bert Tyko Carpelan, född 2 december 1895 i Nås, Kopparbergs län, död 16 november 1981 i Täby, Stockholms län, var en svensk militär (generallöjtnant).

## Biografi
Carpelan avlade studentexamen i Luleå 1913. Han blev fänrik vid Smålands artilleriregemente (A 6) 1918 och löjtnant där 1920. Carpelan studerade vid Gymnastiska Centralinstitutet 1920–1922 och tjänstgjorde i flygvapnet 1928. Han gick Krigshögskolan 1929-1931, tjänstgjorde vid Karlsborgs artilleriregemente 1930, blev kapten 1932 samt var stabsadjutant och kapten vid generalstaben 1934. Han tjänstgjorde därefter vid Norrbottens artillerikår (A 5) 1937, blev major vid generalstabskåren 1938 och stabschef vid I. arméfördelningens generalstab 1938-1941.
Carpelan blev överstelöjtnant vid Wendes artilleriregemente (A 3) 1941. Han var överste och chef för Gotlands artillerikår (A 7) 1943–1945, överste vid generalstabskåren 1945 och souschef vid arméstaben 1945–1947. Han var därefter chef för Svea artilleriregemente (A 1) 1947–1951, chef sektion II vid arméstaben 1951-1953, blev generalmajor 1953 och var chef för arméstaben och generalstabskåren 1953-1957. Carpelan var militärbefälhavare vid IV. militärområdet och överkommendant i Stockholm 1957–1961 samt blev generallöjtnant 1961.
Carpelan blev ledamot av Kungliga Krigsvetenskapsakademien 1946 och var styresman 1963–1965.
Bert Carpelan var son till postmästaren Axel Carpelan och Tekla Jäde. Han  gifte sig 1927 med Evy Högström (1899–1982), dotter till grosshandlaren August Högström och Gerda Andal.

## Utmärkelser
- Riddare av Svärdsorden (RSO), 1938[3]
- Riddare av Vasaorden (RVO), 1942[4]
- Kommendör av andra klassen av Svärdsorden (KSO2kl), 1947[5]
- Kommendör av första klassen av Svärdsorden (KSO1kl), 1950[6]
- Kommendör med stora korset av Svärdsorden (KmstkSO), 1960[7]
- Minnestecken med anledning av Konung Gustaf V:s 90-årsdag (GV:sJmtll)[1]
- Storkorset av Norska Sankt Olavsorden (StkNS:tOO)[1]
- Storkorset av Iranska Homa-Youneorden (StkIranHYO)[1]
- Kommendör av 1. klass av Nederländska Oranien-Nassauorden (KNedONO1kl)[1]
- Konung Christian X:s Frihetsmedalj (ChX:sFrM)[1]
- Hemvärnets förtjänstmedalj i guld (HvGM)[1]
- Olympiska förtjänstmedalj (RyttOlftjM)[1]
- Centralförbundet för befälsutbildnings silvermedalj (CFBSM)[1]